# Давыдов, Борис Николаевич
Борис Николаевич Давыдов (род. 10 мая 1939 года, Торжок, Калининская область, СССР) — советский и российский учёный-стоматолог, член-корреспондент РАМН (2005), член-корреспондент РАН (2014).

## Биография
Родился 10 мая 1939 года в городе Торжке Калининской области.
В 1962 году — с отличием окончил Калининский медицинский институт, затем работал хирургом в Волховской районной больнице Ленинградской области в качестве хирурга.
С 1961 года работает в Тверской медицинской академии (с 2015 года — Тверской государственный медицинский университет), пройдя путь от аспиранта до заведующего кафедрой стоматологии детского возраста, декана стоматологического факультета, проректора по учебной работе, и ректора академии (с 1987 по 2008 годы), в настоящее время — президент университета.
В 1967 году — защитил кандидатскую, а в 1984 году — докторскую диссертацию.
В 2005 году — избран членом-корреспондентом РАМН.
В 2014 году — стал членом-корреспондентом РАН (в рамках присоединения РАМН и РАСХН к РАН).

## Научная деятельность
Специалист в области детской стоматологии.
Научные исследования посвящены трем проблемам: лечению и профилактике стоматологических заболеваний у детей, совершенствованию лазерной хирургии, информатизации медицины и здравоохранения.
Автор около 300 научных работ, в том числе пять монографий и семь учебных пособий, автор изобретений и патентов на способы лечения детей со стоматологической патологией.
Создатель научная школа по лечению и профилактике наиболее часто встречающихся стоматологических заболеваний у детей.
Под его руководством защищено более 30 кандидатских и докторских диссертаций.
Входит в состав редакционных коллегий журналов «Стоматология», «Проблемы нейростоматологии и стоматологии», «Новости медицины и фармации», «Челюстно-лицевая хирургия».

## Награды
- Орден Дружбы народов (1986)
- Заслуженный деятель науки Российской Федерации (1999)[3]
- Медаль «За освоение целинных земель»[4]
- Почётный гражданин Тверской области (2008)
- Медаль «За заслуги перед отечественным здравоохранением» (2004)
- Почётный знак «Крест Михаила Тверского» (2001)
- Наградной знак «За заслуги в развитии Тверской области» (2004)
- Почётный знак «За заслуги перед городом» (2005) и «Во благо земли Тверской» (2009)